# Rudy van Breemen
Rudy van Breemen (12 juli 1978) is een Nederlands paralympisch voetballer.
Van Breemen is op zijn zesde begonnen met voetballen. Vanwege zijn handicap besloot hij in doel te gaan staan vanaf elfjarige leeftijd. Van Breemen is inmiddels meervoudig international en is met het CP-voetbalteam in 1996, 2000, 2004 en in 2008 uitgekomen voor Nederland op de Paralympische Zomerspelen.
Van Breemen is in het dagelijks leven werkzaam als fietsenmaker in 's-Hertogenbosch.